# Fest Verão Paraíba
O Fest Verão Paraíba (ou simplesmente Fest Verão) é um festival de verão realizado na praia de Ponta de Campina, município de Cabedelo, no litoral norte da Paraíba, Brasil. 
Criado para substituir a Micaroa, antigo carnaval fora de época de cidade, o evento é realizado numa arena na Praia de Intermares, no município de Cabedelo. O evento ao longo dos anos se tornou o mais aguardado pelo público no verão por trazer os principais nomes do cenário musical atual. O festival de música atrai mais de 80 mil pessoas por ano e movimenta a economia e o turismo do Estado. Bares, hotéis, restaurantes, comércio e prestadores de serviços se beneficiam por conta do grande fluxo de pessoas provenientes de diversas cidades do Estado e, de estados vizinhos e, até mesmo, de estados de outras regiões do Brasil. Além do mais, consolidou-se como um dos maiores festivais de verão do Brasil e por ter entrado para o calendário de programações fixas do estado, o Fest Verão Paraíba promove divulgação da Paraíba nas mídias digitais, contribuindo para o aumento de turistas no litoral paraibano durante o Verão. 

## Estrutura e Localização
Localizado ao lado do antigo Intermares Water Park, a área do evento conta com um palco de 450 metros quadrados, que inclui uma passarela de 10 metros na qual os artistas podem interagir com o público, além disso, apresenta uma área total de cerca de 10 mil metros quadrados com capacidade para receber 30 mil pessoas por dia.
A Arena Fest Verão Paraíba em edições anteriores contava com uma única entrada e bilheteria, que, posteriormente, indicava a sinalização para os vários espaços do evento: palco principal, front stage, camarotes VIP, arena, open bar, tendas e praça de alimentação. Atualmente o acesso ao festival se dá por meio de três entradas dispostas em locais diferentes (Open Bar: Rua do Get Mall; Arena e Front Stage: Avenida do Comando Geral da Polícia Militar). O sistema de segurança tem detectores de metal; câmeras de vídeo e seguranças especializados em diversos pontos estratégicos do local e mais recentemente a estrutura do evento vai ganhar uma nova roupagem para garantir mais comodidade e segurança.

## História
A primeira versão ocorreu nos dias 8, 15, 22 e 29 (domingos intercalados - respectivamente) de janeiro de 2006. Teve como principais atrações (além das bandas locais): Chiclete com Banana, Ivete Sangalo, Asa de Águia, Timbalada e Banda Eva. Após a primeira versão o evento consagrou-se como um dos maiores festivais deste segmento no País até os dias atuais.

### Edição Recente
| Ano  | Data                  | Artista/Banda        |
| ---- | --------------------- | -------------------- |
| 2023 | 7 de janeiro de 2023  | Nattan               |
| 2023 | 7 de janeiro de 2023  | Bell Marques         |
| 2023 | 7 de janeiro de 2023  | Tarcísio do Acordeon |
| 2023 | 7 de janeiro de 2023  | Matheus e Kauan      |
| 2023 | 7 de janeiro de 2023  | Pedro Cavalcante     |
| 2023 | 14 de janeiro de 2023 | Wesley Safadão       |
| 2023 | 14 de janeiro de 2023 | João Gomes           |
| 2023 | 14 de janeiro de 2023 | Luan Santana         |
| 2023 | 14 de janeiro de 2023 | Eric Land            |
| 2023 | 21 de janeiro de 2023 | Gusttavo Lima        |
| 2023 | 21 de janeiro de 2023 | Zé Vaqueiro          |
| 2023 | 21 de janeiro de 2023 | Lipe Lucena          |
| 2023 | 21 de janeiro de 2023 | Baskhar              |